# Dansk rigsdaler
Rigsdaler var navnet på flere valutaer, der blev brugt i Danmark indtil 1875. De tilsvarende navngivne Reichsthaler, riksdaler og rijksdaalder blev brugt i henholdsvis Tyskland og Østrig-Ungarn, Sverige og Holland.

## Historie
Danmark har brugt flere forskellige valutasystemer fra det 16. til det 19. århundrede. Kronen opstod første gang i 1513 som en regningsenhed, der var 8 mark værd. Det mest anvendte valutasystem indtil 1813 var dog den danske rigsdaler, som var 11⁄2 krone (eller schlecht daler), 6 mark eller 96 skilling værd.
Den danske rigsdaler, der blev brugt i det 18. århundrede, var et fælles system med sølvreichsthalere fra Norge, Hamborg og Slesvig-Holsten. Valutasystemet bestod af Rigsdaler specie, som var 120 skilling værd i Danmark og Norge, og den lavere værdsatte Rigsdaler courant, som var 4/5 af specie eller 96 skilling værd (begge enheder var henholdsvis 60 og 48 schellingen værd i Hamborg og Slesvig-Holsten). I 1770 fastsatte Hamborg Bank 91⁄4 reichsthalers specie til en Köln-mark af fint sølv, svarende til 25,28 g sølv i en rigsdaler specie.
Efter den danske statsbankerot i 1813 trak Danmark sig ud af det nævnte valutasystem og indførte en ny rigsbankdaler reduceret til 1⁄2 en Rigsdaler specie. Den nye rigsbankdaler blev vekslet til 6 rigsdaler courant i banksedler, som var blevet stærkt devalueret under Napoleonskrigene. 96 skilling udgjorde én rigsbankdaler, og 192 skilling udgjorde én Rigsdaler specie af 25,28 g fint sølv.
I 1854 forsvandt navnet rigsdaler specie, og navnene rigsbankdaler og rigsbank skilling blev ændret til rigsdaler og skilling rigsmønt. Dermed var der 96 skilling rigsmønt til en rigsdaler.
I 1873 dannede Danmark og Sverige Den Skandinaviske Møntunion, og rigsdaleren blev erstattet af den danske krone den 1. januar 1875. En ligestillet krone/krona fra møntunionen erstattede de tre valutaer med en kurs på 1 krone/krona = 1⁄2 dansk rigsdaler = 1⁄4 norsk speciedaler = 1 svensk riksdaler. På grund af denne reform, hvor to danske kroner svarede til en dansk daler, fik tokrone-mønterne det almindelige navn "daler", da de funktionelt var de samme (den egentlige daler blev trukket tilbage). Det blev dog et stadig sjældnere navn, da tokrone-mønten ikke eksisterede fra 1959 til 1993.

## Mønter
I slutningen af det 18. århundrede blev der udstedt mønter i værdierne 1⁄2, 1, 2, 4, 8, 24 og 32 skilling, 1⁄15, 1⁄4, 1⁄3, 1⁄2 og 1 rigsdaler specie.
Mellem 1813 og 1815 blev der udstedt kobbermønter med inskriptionen "rigsbanktegn" i værdierne 2, 3, 4, 6, 12 og 16 skilling. Fra 1818 blev der udstedt mønter på 1, 2 og 32 rigsbank skilling, samt 1 rigsdaler specie fra 1820. Fra 1826 blev der udstedt guldmønter benævnt "Frederiks d'Or" eller "Christians d'Or" (afhængigt af navnet på den regerende konge). En "d'or" var nominelt værd 10 rigsdaler, selvom valutaen var baseret på en sølvstandard. I 1838 blev mønter på 1⁄2 rigsbank skilling introduceret.
Mellem 1840 og 1843 blev en ny møntserie introduceret, bestående af 1⁄5, 1⁄2, 1, 2, 3, 4, 8, 16 og 32 rigsbank skilling, 1 rigsbankdaler og 1 rigsdaler specie. Værdier mellem 4 rigsbank skilling og 1 rigsbankdaler var også påskrevet værdien i valutaen for Slesvig-Holsten, Schilling Courant, hvoraf der var 60 til Speciethaleren, lig med rigsdaler specie. Disse værdier var 11⁄4, 21⁄2, 5, 10 og 30 Schilling Courant.
Omdøbningen af valutatenhederne i 1854 førte til udstedelse af mønter på 1⁄2, 1, 4 og 16 skilling rigsmønt, 1 og 2 rigsdaler. Guldmønter benævnt "d'or" fortsatte med at blive udstedt (se ovenfor).

## Sedler
I 1713 introducerede regeringen sedler på 1, 2 og 3 mark, 1, 5, 10, 25, 50 og 100 rigsdaler. Københavns Assignations-, Veksel- og Lånebank udstedte sedler mellem 1737 og 1804 på 10, 20, 30, 40, 50 og 100 rigsdaler courant. Mellem 1791 og 1797 udstedte Den Dansk-Norske Speciesbank sedler på 4, 8, 20, 40 og 80 rigsdaler specie. Statskassen udstedte sedler på 2 og 20 rigsdaler courant i 1808, efterfulgt af sedler på 8, 12 og 24 skilling i 1809-1810.
I 1813 introducerede Rigsbanken sedler i værdierne 1, 5, 10, 50 og 100 rigsbankdaler. Disse blev efterfulgt af sedler fra Nationalbanken i samme værdier i 1819. Efter ændringen af valutaens navn udstedte Nationalbanken sedler på 5, 10, 20, 50 og 100 rigsdaler.